# マヌエル・コンラート
マヌエル・コンラート（Manuel Konrad 、1988年4月14日 - ）は、ドイツ・バイエルン州イッラーティッセン出身のプロサッカー選手。ポジションは、ミッドフィールダー。

## クラブ経歴
2001年、SSVウルム1846に入団。2003年にSCフライブルクに移籍。2006年8月のSpVggウンターハヒンク戦でトップチームデビュー。2007年、フリッツ・ヴァルター・メダルU-19部門で銀メダルを受賞。しかしこれ以降クラブでの出場機会はほとんど得られなくなった。
2009年1月にウンターハヒンクに期限付き移籍し9月に完全移籍。
2010年、FSVフランクフルトに移籍。

## 代表歴
UEFA U-19欧州選手権2007に参加した。